# Paor Lilla
Paor Lilla (Budapest, 1956 –) előadóművész.

### Életrajz
Az I. István Gimnáziumban érettségizett, és az iskola szimfonikus zenekarában nagybőgőzött, illetve a zenekar kíséretében szólóénekesként lépett fel. Érettségi után felvették a Zeneakadémia előképzőjébe, de mellette elkezdett képesítés nélkül tanítani, ahol a tanítás és a gyermekszeretet megváltoztatta eredeti elképzeléseit. Elvégezte a Budapesti Tanítóképzőt pedagógia-testnevelés, majd az ELTE TTK-t földrajz szakon. Ez alatt az idő alatt végig tanított, később a XVII. kerületi Zrínyi Miklós Általános Iskola alapító tantestületében volt igazgatóhelyettes.
Közben hivatásos filharmóniai és ORI előadóművészi működési engedélyt is szerzett. Pár itthon és külföldön eltöltött szabadfoglalkozású előadóművészi év után 1988-ban egy riport kapcsán került a Terézvárosi TV-be, ahol megkezdődött a televíziós szakmai időszaka. 1994-ben főszerkesztőként részese volt az első kereskedelmi televízió, a Metropol TV létrehozásának. 1995-től 2000-ig a Budapest TV kulturális műsorainak szerkesztő-műsorvezetője volt (Hételő-hétutó; Karosszék). 1998-tól 2010-ig az ATV riportere és műsorvezetője volt (Forgószék; Csak természetesen). 2008- ban a Kalendárium c. magazint vezette, majd 2010-2011-ben a Miért éppen Magyarország dokumentumfilm sorozat szerkesztő-riportere és producere volt a Duna TV-n. 2012-ben a Sport TV-ben az Idegenlégiósok c. dokumentumfilm sorozat szerkesztő-riportere és producere volt.
2003-tól 2022-ig az EMK TV, majd a DIGI TV főszerkesztőjeként, majd a Hatoscsatorna főszerkesztőjeként és tulajdonosaként tevékenykedett. Az igazi áttörést 2011 hozta, amikor a Hatoscsatornával kilépett az országos médiapiacra. Heti negyven új adás elkészítéséért felelt, szerkesztő-műsorvezetőként jelenleg is futó műsorai a Lillásreggeli, a Foci és Sport, valamint az Értéktár.
2017-től az MDM-Média Produkciós Iroda égisze alatt lát el produceri tevékenységet, fesztiválgyőztes kisfilm, színdarabok, ismeretterjesztő filmsorozatok és dokumentumfilmek, továbbá televíziós magazinok köthetőek a nevéhez.

### Produceri tevékenység
- A röpülő falu – kisfilm, 2022[3]
- Kossuth három – népi demokratikus szatíra, 2022[4]
- Vihar a levelet – négyrészes dokumentumfilm, 2022[5]
- Szellemdús mindeményedelem – hatrészes ismeretterjesztő filmsorozat, 2022[2]
- Minden határon túl – dráma, 2021[6]
- Beállok rózsám katonának – zenés színpadi mű, 2018[7]
- Rejtett üzenetek – dráma, 2017[8]

### Televíziós műsorok
- Csak természetesen, heti műsor 15 éven át
- Szerdán estidőben, heti műsor 4 éven át
- Terézvárosi Magazin, heti műsor 20 éven át
- Összhang, heti műsor 2 éven át
- Foci és sport, heti műsor 2012-től jelenleg is[9]
- Lillásreggeli, heti műsor, 2012-től jelenleg is[10]

### Színházi szerepek
- Kossuth három (Barát Lajosné, Jolán), Erzsébetligeti Színház
- Minden határon túl (Vasáros Vilma),Erzsébetligeti Színház
- Rejtett üzenetek (a Nő),Erzsébetligeti Színház
- Képzelt riport (Beverly) Ruttkai Éva Színház
- Edit és Marlene  (Edit) Ruttkai Éva Színház
- Dobszó az éjszakában (Marie)  Budaörsi Latinovits Színház
- Boccaccio József Attila Színház
- Me and my girl  József Attila Színház
- A császár messze van   József Attila Színház

### Könyv
- Nem állunk meg félúton, 2017[11]